# Etiamsi omnes, ego non
La locuzione latina etiamsi omnes, ego non, tradotta letteralmente, significa anche se tutti, io no. 

Nel Vangelo secondo Matteo (26, 33) è scritto: «εἰ πάντες σκανδαλισθήσονται ἐν σοί, ἐγὼ οὐδέποτε σκανδαλισθήσομαι», ossia: 
Sono le parole pronunciate dall'apostolo Pietro quando Gesù predice ai discepoli il loro abbandono (e a Pietro il suo "rinnegamento") prima di recarsi nell'orto del Getsemani a pregare.

## Utilizzo
Tale frase era scritta anche sul frontone della casa di Philipp von Boeselager, ufficiale tedesco coinvolto nel fallito attentato a Hitler del 20 luglio 1944, tra i pochi che riuscirono a scampare alla repressione. Viene di solito utilizzata nella formulazione abbreviata ego non e in tale formulazione è spesso riferita allo storico Joachim Fest (Ich nicht è infatti il titolo di una sua opera autobiografica), oltre ad essere stata associata anche al gruppo della Rosa Bianca.
È usata come espressione proverbiale per indicare un dissenso individuale rispetto a poteri dispotici o ingiustizie invece approvate dalle masse e dall'opinione pubblica.
Nella forma abbreviata «Etsi omnes non ego» è anche scritta sulla tomba di Giuseppe Rensi nel Cimitero monumentale di Staglieno.
Inoltre, nell'ambito della Difesa italiana, la frase costituisce il motto del Comando Interforze per le Operazioni delle Forze Speciali (COFS), con sede in Roma (Centocelle).
Anche Victor Hugo pronunciò una frase simile, prima di andare in esilio per la sua ferma opposizione a Napoleone III:
(I castighi, Ultima verba.)
Il gruppo di musica alternativa di destra Compagnia dell'Anello ha inciso una canzone dal titolo Anche se tutti... noi no! contenuta nel disco Di là dall'acqua.